# Melchisedec birni
Pour les articles homonymes, voir Melchisédech (homonymie).
Espèce
Melchisedec birni est une espèce d'araignées aranéomorphes de la famille des Oonopidae.

## Distribution
Cette espèce est endémique du Niger. Elle se rencontre à Birni N'Konni.

## Description
La femelle holotype mesure 1,48 mm.

## Étymologie
Cette espèce est nommée en référence à son lieu de découverte, Birni N'Konni.

## Publication originale
- Fannes, 2010 : On Melchisedec, a new genus of the spider family Oonopidae (Araneae, Dysderoidea). American Museum Novitates, no 3702, p. 1-28 (texte intégral).